# Four Tops' Second Album
Four Tops Second Album è un album del gruppo musicale statunitense Four Tops pubblicato nel 1965 dalla Motown Records.

## Accoglienza e successo commerciale
L'album conquistò la 3ª posizione nella classifica rhythm and blues di Billboard e la 20ª in quella generale pop. Dall'album furono estratti 3 singoli: I Can't Help Myself, che raggiunse la 1ª posizione in entrambe le classifiche; It's the Same Old Song, che si piazzò al 2º e al 5º posto rispettivamente; Something About You, che si aggiudicò il 9º e il 19º.

## Tracce
1. I Can't Help Myself – 2:45 (Holland, Dozier, Holland)
2. Love Feels Like Fire – 2:08 (Holland, Dozier, Holland)
3. Is There Anything That I Can Do – 3:07 (Warren "Pete" Moore, Smokey Robinson, Ronald White)
4. Something About You – 2:44 (Holland, Dozier, Holland)
5. It's the Same Old Song – 2:51 (Holland, Dozier, Holland)
6. Helpless – 2:46 (Holland, Dozier, Holland)
7. Just as Long as You Need Me – 3:12 (Holland, Dozier, Holland)
8. Darling, I Hum Our Song – 2:44 (Holland, Dozier, Holland)
9. I Like Everything About You – 2:21 (Holland, Dozier, Holland)
10. Since You've Been Gone – 2:33 (Holland, Dozier, Holland)
11. Stay in My Lonely Arms – 2:21 (Holland, Dozier, Holland)
12. I'm Grateful – 2:37 (Eddie Holland, Cleo Drake, George Fowler)

## Formazione
- Levi Stubbs – voce principale (tranne brano 2)
- Abdul Fakir – voce
- Renaldo Benson – voce
- Lawrence Payton – tastiere, voce
- The Andantes – voce
- Strumenti dei Funk Brothers